# Ponderal de vasos anidados

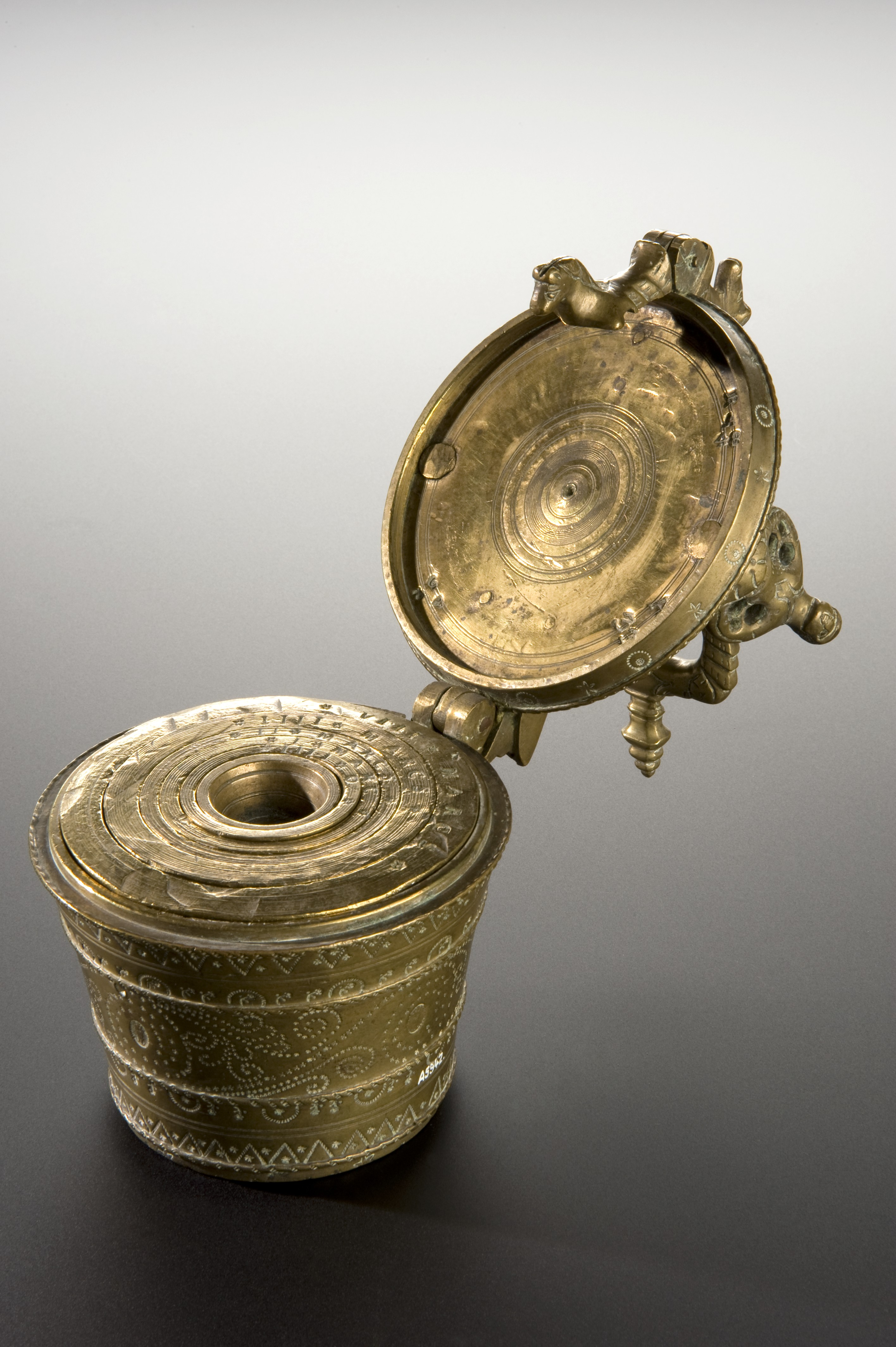
Ponderal de vasos anidados del.

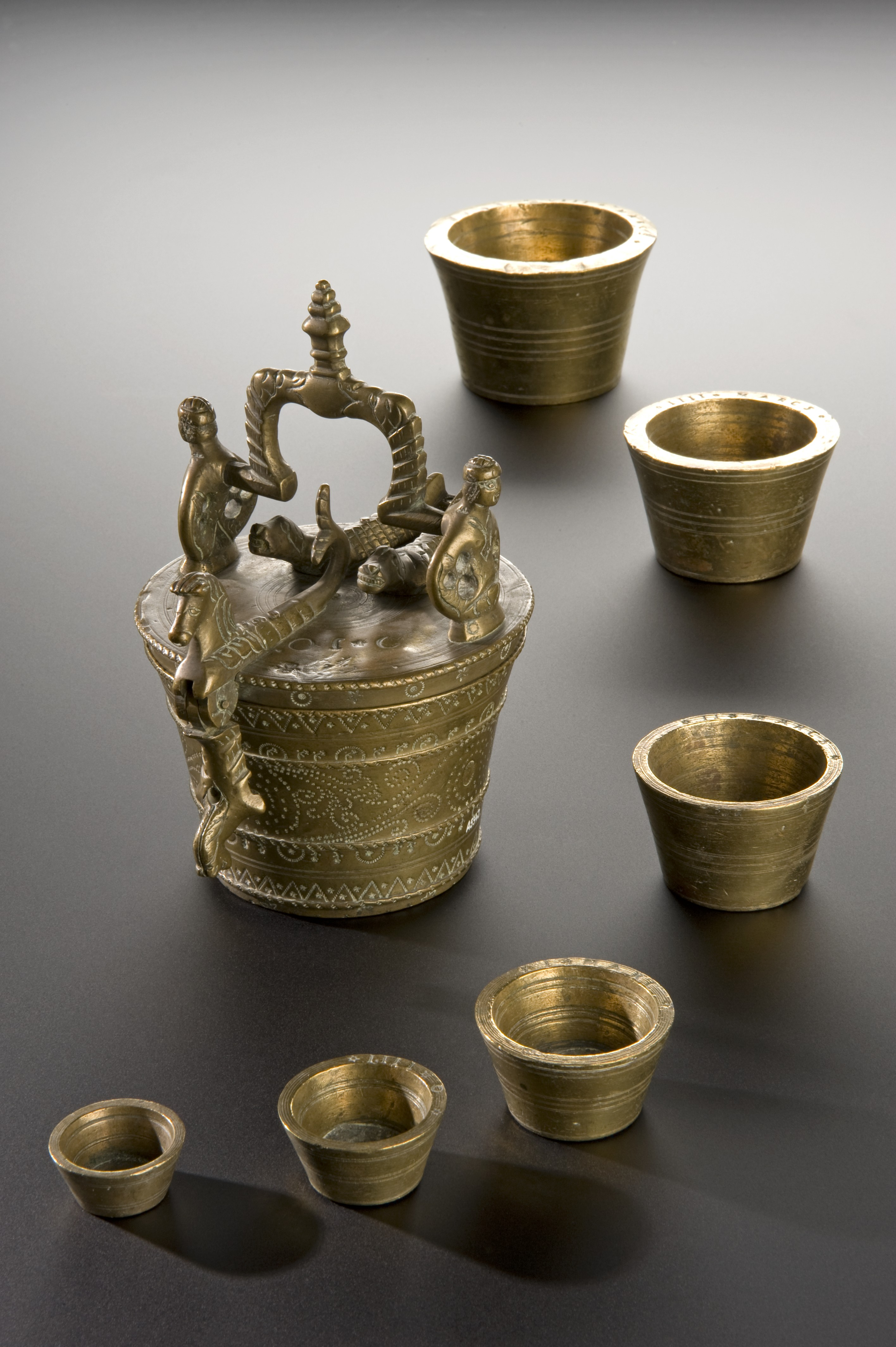
Ponderal de vasos anidados en el que pueden observarse todas las pesas con forma de vaso.

Se conoce como ponderal de vasos anidados o simplemente ponderal, a un conjunto de pesas de metal con forma troncocónica que tienen un aspecto parecido a un vaso. Encajan unas en otras, de tal forma que la última o mayor dispone de una tapa donde pueden colocarse todas las demás. La pieza más grande se llama guardador y la más pequeña que generalmente es maciza se llama disco. Cada uno de los vasos pesa la mitad del anterior, excepto el disco que repite el peso del último vaso. Generalmente se empleaban con una balanza para pesar metales preciosos como oro o plata. Cuando estaban destinados a establecimientos públicos de compra y venta de metales, la precisión de las pesas debía verificarse periodicamente para evitar fraudes, por lo que poseían una marca que era el comprobante de su fiabilidad. Los ponderales de vasos anidados se utilizaron desde el siglo XIV al XIX, aunque la mayoría de los que se conservan proceden de los siglos XVI, XVII o XVIII. Solían fabricarse en la ciudad de Nuremberg en Alemania, desde donde se exportaban a otros países.